# ひとつぼ展
ひとつぼ展（ひとつぼてん）は、ガーディアン・ガーデン主催による写真とグラフィックデザインのコンテスト。
ガーディアンガーデンでの個展開催を最終目的とした公募展。3.3m2展とも表記する。
写真ひとつぼ展は数多くの有名な若手写真家を輩出する二大写真家登竜門の一つ（もう一つは写真新世紀）。
2008年をもって終了し、公募展1_WALLにリニューアルされた。

## ひとつぼ展の流れ
1. B4サイズのポートフォリオによる一次審査(※1)
2. 銀座ガーディアンガーデンにて入選者10人が各自一坪（1.82メートル×1.82メートル）のスペースの中で作品を構成し、ひとつぼ展という展覧会で発表。会期中に公開二次審査会が実施され出品者と審査員が直接対話しグランプリを決定
3. 1年後にグランプリ受賞者が銀座ガーディアンガーデンにて個展を開催

## 写真部門の受賞者一覧
ひとつぼ展（『3.3m2』展）グランプリ受賞者一覧
- 第1回 今義典
- 第2回 安彦さちえ、田中サトシ
- 第3回 富永剛総
- 第4回 小林紀雄
- 第5回 野口里佳
- 第6回 吉野正起
- 第7回 蜷川実花
- 第8回 中野愛子
- 第9回 川内倫子
- 第10回 宮下マキ
- 第11回 鈴木義明、タナカヒデユキ
- 第12回 瀧康太
- 第13回 久坂奏
- 第14回 松本典子
- 第15回 津田明人
- 第16回 村上仁一
- 第17回 中島博美
- 第18回 田尾沙織
- 第19回 CHUNG WAISUN（ERIC)
- 第20回 曳野若菜
- 第21回 山本菜那
- 第22回 元木美由紀
- 第23回 明石瞳
  - （入選者）荒木梨穂 伊藤哲郎、小林真紀子、佐々木加奈子、田村俊介、藤野絵美、細倉真弓、三宅章代、八藤まなみ
- 第24回 鈴木心
  - （入選者）浅原明広 いとうかなこ、岡村佳代子、川村洋実、熊田哲朗、佐藤誠、中村有克、藤岡亜弥、諸星一行
- 第25回 助田徹臣
  - （入選者）宇津裕美子、北山真治、木下健司、小山泰介、細倉真弓、増田浩之、南口健一、百瀬裕子、渡辺大祐
- 第26回 うつゆみこ
  - （入選者）青木美奈子、小野啓、金川晋吾、菊池良助、須藤哉治、頭山ゆう紀、藤井昌美、森川智之、矢吹健巳
- 第27回 亀裕里子
  - （入選者）奥山美由紀、かんのさゆり、阪本勇、仲宗根香織、林田摂子、古川泰子、正岡絵理子、目良敦、山崎伸康
- 第28回 原大門
  - （入選者）浅田政志、浅田友紀、浅原明広、浦田貴子、金川晋吾、金田なお子、榊智朗、林孝輔　福添智子
- 第29回 和田裕也
  - （入選者）芦田陽介、川西史玲、櫻井史樹、下西進、題府基之、滝沢明子、徳永景介、長浜徹、原田幸治
- 第30回 奥出和典
  - （入選者）岸田努、澄毅、たかはしようこ、都筑真理子、中井菜央、長岡修司、中村木綿子、中山正羅、林孝輔

## グラフィックアート部門の受賞者
ひとつぼ展（『3.3m2』展）グランプリ受賞者一覧
- 第1回 ディオン・ロレント
- 第2回 斎藤浩、福田忍
- 第3回 西谷直子
- 第4回 杉本マコト
- 第5回 檜山巽
- 第6回 石田徹也、成田久
- 第7回 伊藤肇
- 第8回 柳澤暁子
- 第9回 杉山実
- 第10回 甲賀正彦
- 第11回 末房志野
- 第12回 橋本祐治
- 第13回 木村晴美
- 第14回 久保田珠美
- 第15回 雨宮庸介
- 第16回 宮下良介
- 第17回 百田達三
- 第18回 末宗美香子
- 第19回 長浜孝広
- 第20回 えぐちりか
- 第21回 川嶋沙紀子
- 第22回 飯田竜太
- 第23回 ASADA
- 第24回 太湯雅晴
- 第25回 齊藤彩
- 第26回 YUKARINA
- 第27回 qp
- 第28回 服部公太郎
- 第29回 古谷萌
- 第30回 香本正樹

## 写真部門の審査員
第25回
- 飯沢耕太郎、後藤繁雄、小林紀晴、宮本隆司、大迫修三

第26回
- 石内都、後藤繁雄、小林紀晴、平木収、大迫修三

第27回
- 飯沢耕太郎、石内都、鈴木理策、藤本やすし、大迫修三

第28回
- 鈴木理策、楢橋朝子、平木収、藤本やすし、大迫修三

第29回
- 飯沢耕太郎、楢橋朝子、ホンマタカシ、町口覚、大迫修三

第30回
- 金村修、原耕一、平木収、安田千絵、大迫修三